# Antoine-Labelle
Antoine-Labelle (AFI: [(ɑ̃twɑnlabɛl]) es un municipio regional de condado (MRC) de la provincia de Quebec en Canadá. Está ubicado en la región de Laurentides. La capital y ciudad más poblada es Mont-Laurier.

## Geografía

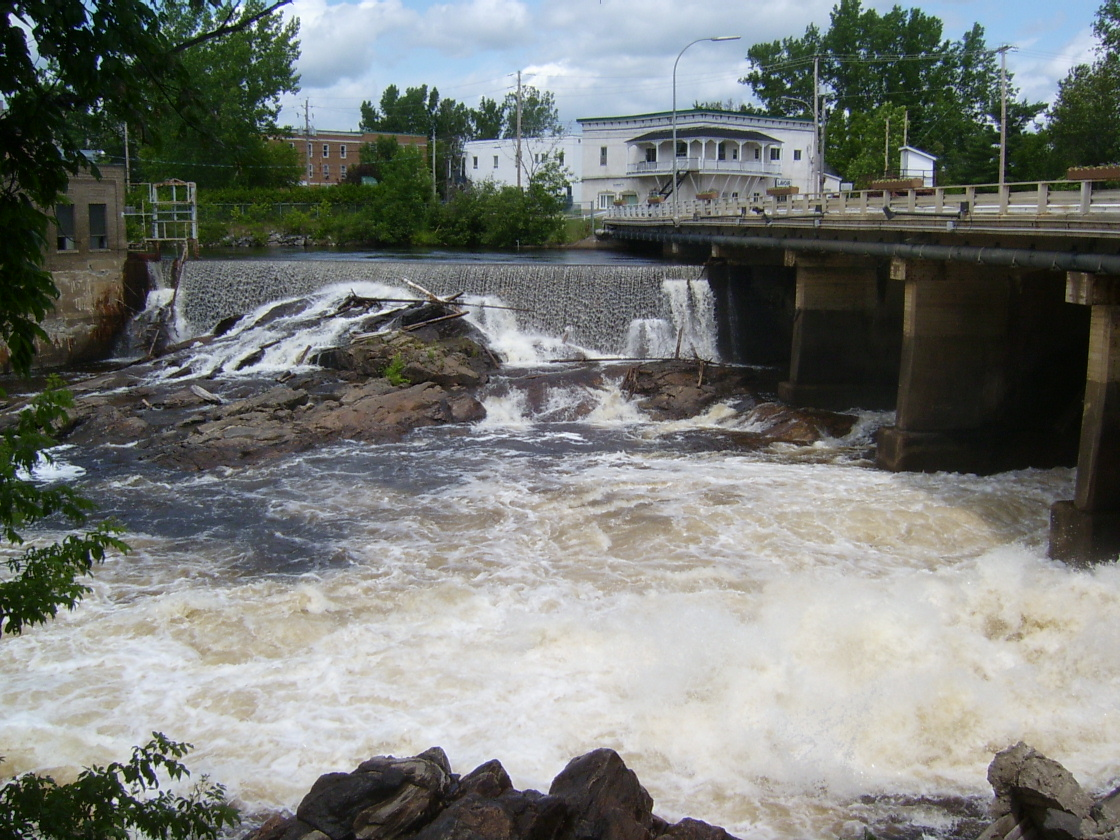
Río del Liebre en Mont-Laurier

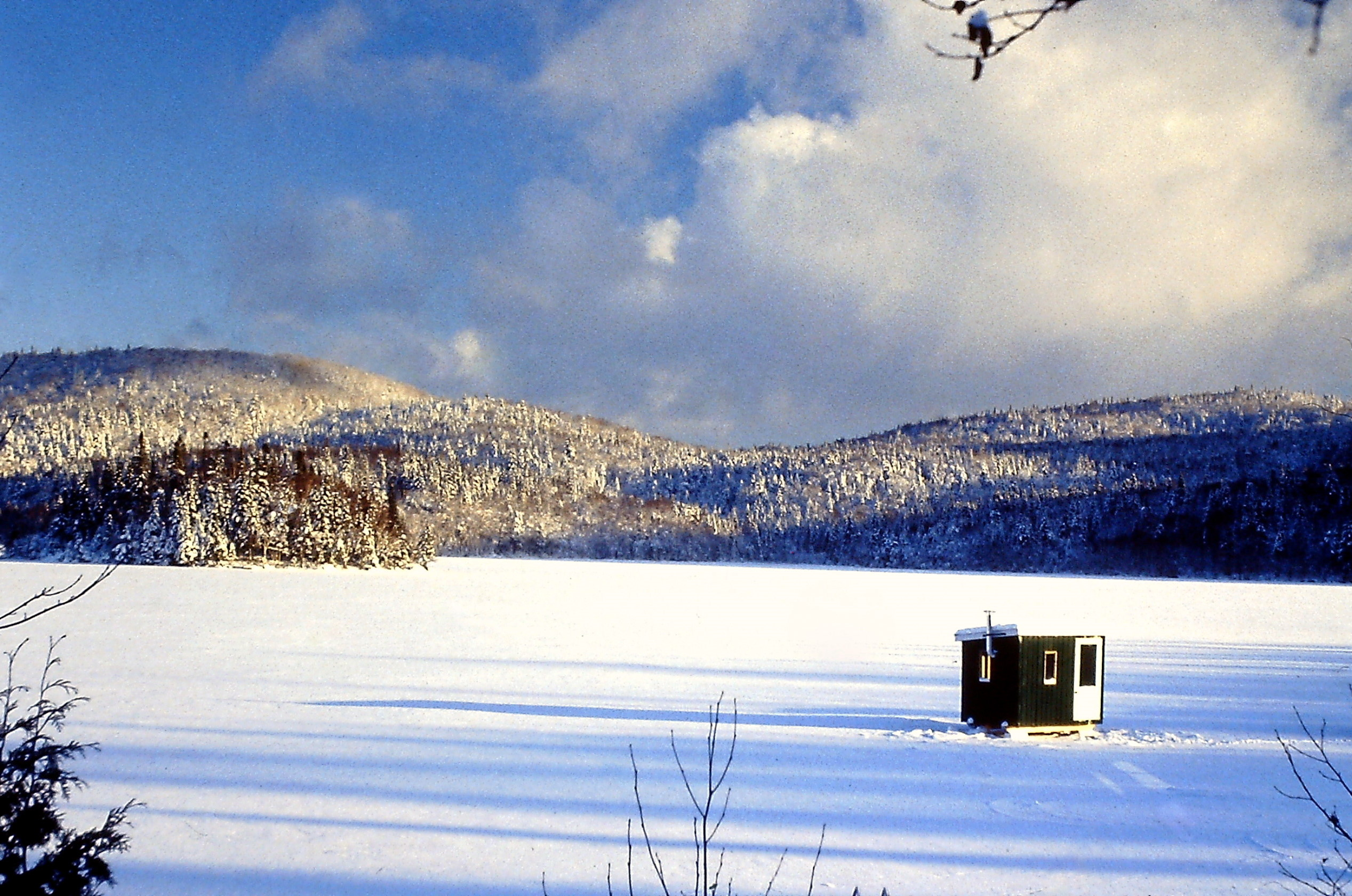
Lago de las Islas

El MRC de Antoine-Labelle está ubicado en el macizo de los Laurentides, por los ríos Gatineau, del Liebre y Rojo así como muchos lagos y reservas. Cubre más de la mitad del área de la región de Laurentides. Más de 70 % del territorio no es municipalizado. Está ubicado entre los MRC de Matawinie al este, de Les Laurentides al sureste, de Papineau al sur y del La Vallée-de-la-Gatineau al oeste, así como la aglomeración de La Tuque al norte.

## Historia

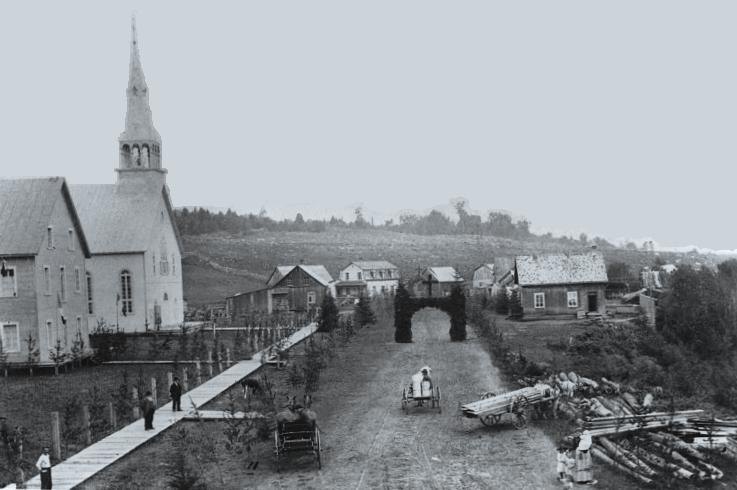
L'Annonciation hacia 1890

El MRC fue creado en 1983 a partir de municipios del antiguo municipio de condado de Labelle. El topónimo honra al cura Antoine Labelle, que dirigió la colonización de los territorios en la región de Laurentides al norte de Saint-Jérôme entre 1870 y 1890.

## Política
El MRC forma parte de la circunscripción electoral de Labelle a nivel provincial y de Laurentides-Labelle a nivel federal.

## Población
Según el Censo de Canadá de 2011, había 35 159 personas residiendo en este MRC con una densidad de población de 2,3 hab./km². El aumento de población fue de 0,5 % entre 2006 y 2011. El número de inmuebles particulares ocupados por residentes habituales resultó ser de 16 000, a los que hay que sumar más de 7 000 segundas residencias.

## Economía
La estructura económica regional está basada en la industria de la madera, así como en la agricultura.

## Componentes
Hay 17 municipios y 11 territorios no organizados en el MRC.
| Código | Nombre                     | Tipo                     | Fecha de constitución | Área total (km²) | Área agua (km²) | Área tierra (km²) | Población 2013 | Densidad (hab./km²) |
| ------ | -------------------------- | ------------------------ | --------------------- | ---------------- | --------------- | ----------------- | -------------- | ------------------- |
| 79005  | Notre-Dame-du-Laus         | Municipio                | 01.01.1876            | 958,5            | 95,9            | 862,6             | 1565           | 1,8                 |
| 79010  | Notre-Dame-de-Pontmain     | Municipio                | 26.01.1894            | 295,0            | 32,1            | 262,9             | 728            | 2,8                 |
| 79015  | Lac-du-Cerf                | Municipio                | 01.01.1955            | 155,5            | 82,4            | 73,1              | 420            | 5,7                 |
| 79022  | Saint-Aimé-du-Lac-des-Îles | Municipio                | 01.01.2006            | 181,8            | 18,5            | 163,3             | 815            | 5,0                 |
| 79025  | Kiamika                    | Municipio                | 03.01.1898            | 362,4            | 22,5            | 339,9             | 787            | 2,3                 |
| 79030  | Nominingue                 | Municipio                | 30.10.1971            | 360,1            | 53,9            | 306,2             | 2040           | 6,7                 |
| 79037  | Rivière-Rouge              | Ciudad                   | 18.12.2002            | 498,4            | 43,0            | 455,4             | 4681           | 10,3                |
| 79047  | La Macaza                  | Municipio                | 01.01.2006            | 175,7            | 12,9            | 162,8             | 1080           | 6,6                 |
| 79050  | L'Ascension                | Municipio                | 23.09.1905            | 351,6            | 9,7             | 341,9             | 857            | 2,5                 |
| 79060  | Lac-Saguay                 | Pueblo                   | 01.07.1951            | 184,9            | 12,2            | 172,7             | 464            | 2,7                 |
| 79065  | Chute-Saint-Philippe       | Municipio                | 26.10.1940            | 321,4            | 22,7            | 298,7             | 918            | 3,1                 |
| 79078  | Lac-des-Écorces            | Municipio                | 10.10.2002            | 155,5            | 11,2            | 144,3             | 2752           | 19,1                |
| 79088  | Mont-Laurier               | Ciudad                   | 08.01.2003            | 632,5            | 41,7            | 590,8             | 13 891         | 23,5                |
| 79097  | Ferme-Neuve                | Municipio                | 24.12.1997            | 875,1            | 84,8            | 790,3             | 2868           | 3,6                 |
| 79105  | Lac-Saint-Paul             | Municipio                | 11.09.1922            | 184,5            | 11,2            | 173,3             | 483            | 2,8                 |
| 79110  | Mont-Saint-Michel (Quebec) | Municipio                | 11.09.1928            | 144,3            | 5,5             | 138,8             | 615            | 4,4                 |
| 79115  | Sainte-Anne-du-Lac         | Municipio                | 30.12.1976            | 344,7            | 22,0            | 322,7             | 614            | 1,9                 |
| 79902  | Lac-de-la-Pomme            | Territorio no organizado | 01.01.1986            | 56,8             | 6,3             | 50,5              | 0              | 0,0                 |
| 79904  | Lac-Akonapwehikan          | Territorio no organizado | 01.01.1986            | 16,5             | 9,1             | 7,4               | 0              | 0,0                 |
| 79906  | Lac-Wagwabika              | Territorio no organizado | 01.01.1986            | 5,6              | 1,3             | 4,3               | 0              | 0,0                 |
| 79910  | Lac-Bazinet                | Territorio no organizado | 01.01.1986            | 1685,5           | 136,4           | 1549,1            | 0              | 0,0                 |
| 79912  | Lac-De La Bidière          | Territorio no organizado | 01.01.1986            | 1665,9           | 111,4           | 1554,5            | 0              | 0,0                 |
| 79914  | Lac-Oscar                  | Territorio no organizado | 01.01.1986            | 1810,9           | 121,2           | 1689,7            | 5              | 0,0                 |
| 79916  | Lac-de-la-Maison-de-Pierre | Territorio no organizado | 01.01.1986            | 488,1            | 9,8             | 478,3             | 0              | 0,0                 |
| 79920  | Baie-des-Chaloupes         | Territorio no organizado | 01.01.1986            | 954,4            | 54,8            | 899,6             | 0              | 0,0                 |
| 79922  | Lac-Douaire                | Territorio no organizado | 01.01.1986            | 2120,8           | 146,1           | 1974,7            | 5              | 0,0                 |
| 79924  | Lac-Ernest                 | Territorio no organizado | 01.01.1986            | 381,5            | 38,1            | 343,4             | 0              | 0,0                 |
| 79926  | Lac-Marguerite             | Territorio no organizado | 01.01.1986            | 923,0            | 104,3           | 818,7             | 0              | 0,0                 |
| 790    | Antoine-Labelle            | MRC                      | 01.01.1983            | 16 229,5         | 1260,4          | 14 969,1          | 35 588         | 2,4                 |